# كرايغ ووماك
كرايغ ووماك (بالإنجليزية: Craig Womack)‏ هو كاتب أمريكي، ولد في 29 فبراير 1960.